# بارك كيونغ
بارك كيونغ (الكورية: 박경) هو كاتب أغاني كوري جنوبي، ولد في 8 يوليو 1992 في سول في كوريا الجنوبية.

## وصلات خارجية
- بارك كيونغ على موقع ميوزك برينز (الإنجليزية)